# 腺柱杜鹃
腺柱杜鹃（学名：Rhododendron glandulostylum）为杜鹃花科杜鹃花属下的一个种。

## 扩展阅读
- 維基物種上的相關：腺柱杜鹃